# Joseph Marcell
Joseph Marcell (Santa Lúcia, 18 de agosto de 1948) é um ator e comediante inglês,
Nascido em Santa Lúcia, mudou-se para o Reino Unido aos nove anos de idade e cresceu em Peckham, no sul de Londres. Ficou mais conhecido por interpretar o mordomo Geoffrey Butler no seriado The Fresh Prince of Bel-Air, de setembro de 1990, até o fim em maio de 1996.
Ele estudou teatro e ciências na Universidade de Sheffield, depois fez cursos de fala e dança na Royal Central School of Speech and Drama. Marcell mora atualmente em Banstead, Surrey.

## Biografia
Joseph Marcell foi para Inglaterra aos 5 anos de idade, quando sua família deixou Santa Lúcia, país do Caribe, onde o ator nasceu.
Ele estudou na Universidade de Sheffield South Yorkshire e formou-se a partir da Central School of Speech and Dance.
Em 1990, Joseph  passou a interpretar na série de TV "The Fresh Prince of Bel-Air", o personagem Geoffery Barbara Butler, que era o mordomo da família "Banks", e que ficaria mais conhecido como Geoffrey (ou Jeffrey). Esse foi o papel de maior destaque da carreira de Joseph.
Ele foi casado 3 vezes. Ele tem dois filhos de seus dois primeiros casamentos; Ben, nascido em 1979 e Jessica, nascido em 1989. O nome de sua atual esposa é Joyce.
Joseph atua desde 1974, acumulando mais de 40 anos de carreira.

## Prêmios

### Prêmios de Joseph Marcel
| ANO  | PRÊMIO         | CATEGORIA                                             | TRABALHO                                | RESULTADO |
| ---- | -------------- | ----------------------------------------------------- | --------------------------------------- | --------- |
| 2004 | TV Land Awards | Best Broadcast Butler Melhor interpretação de Mordomo | The Fresh Prince of Bel-Air (1990-1996) | Indicação |

| ANO  | TÍTULO ORIGINAL | PERSONAGEM       |
| ---- | --------------- | ---------------- |
| 1987 | Cry Freedom     | "Moses"          |
| 1988 | Flying Away     | Não identificado |

## Filmografia
Teatro e TV
| ANO       | TÍTULO ORIGINAL                | PERSONAGEM"              |
| --------- | ------------------------------ | ------------------------ |
| 1974      | Antony and Cleopatra           | "Eros"                   |
| 1978      | Empire Road                    | "Walter Isaacs"          |
| 1983      | Rumpole of the Bailey          | "Fredy Ruingo"           |
| 1985      | Juliet Bravo                   | "Bold"                   |
| 1988      | Doctor Who                     | "John"                   |
| 1989      | Boon                           | "Charlie Fowkes"         |
| 1990      | Desmond's                      | "Matthew McFarlane"      |
| 1990-1996 | The Fresh Prince of Bel-Air    | "Jeffrey Barbara Butler" |
| 1992      | EastEnders                     | "Adrian Bell"            |
| 1993      | David Copperfield              | "Mr. Micawber" (Voz)     |
| 1994      | Sioux City                     | "Dr. Darryl Reichert"    |
| 1997      | Living Single                  | "Reese"                  |
| 1998      | In the House                   | "Minister"               |
| 1998      | Brothers and Sisters           | "Pastor Gittens"         |
| 1998      | The Bill                       | "Vernon Johnson"         |
| 2003-2004 | The Bold and the Beautiful     | "Hudson"                 |
| 2006      | EastEnders                     | "Aubrey Valentine"       |
| 2008      | Holby City                     | "Carl Webster"           |
| 2008      | A Touch of Frost               | "Joshua Wrey"            |
| 2019      | The Boy Who Harnessed the Wind | "Chief Wembe"            |